# Day One (From Ashes to New)
Day One è il primo album in studio del gruppo musicale statunitense From Ashes to New, pubblicato il 26 febbraio 2016

## Tracce
1. Land of Make Believe – 3:11
2. Farther from Home – 3:33
3. Lost and Alone – 3:09
4. Shadows – 3:26
5. Through It All – 3:33
6. Face the Day – 3:03
7. Downfall – 3:43
8. Breaking Now – 3:30
9. Every Second – 3:34
10. Same Old Story – 2:56
11. You Only Die Once – 3:22

## Formazione

### Gruppo
- Chris Musser - voce
- Matt Brandyberry - rapping, voce, tastiera
- Branden Kreider - chitarra
- Lance Dowdle - chitarra
- Tim d'Onofrio - batteria

### Altri musicisti
- Daniel Kecki - chitarra
- Gareth Russell - basso

#### Produzione
- Brian Gardner - mastering
- Grant McFarland - ingegneria del suono, missaggio, produzione
- Adam Serrano - design
- Carson Slovak - ingegneria del suono, missaggio